# Dřevnovice
Dřevnovice település Csehországban, a Prostějovi járásban. Dřevnovice Nezamyslice, Želeč, Doloplazy és Ivanovice na Hané településekkel határos. Lakosainak száma 471 fő (2024. január 1.).

## Népesség
A település lakosságának változását az alábbi diagram mutatja:
| Lakosok száma | 421  | 443  | 553  | 558  | 439  | 469  | 475  | 477  | 454  | 471  |
|               | 1869 | 1900 | 1921 | 1961 | 1980 | 2011 | 2016 | 2019 | 2021 | 2024 |